# العلاقات الكيريباتية اللاوسية
العلاقات الكيريباتية اللاوسية هي العلاقات الثنائية التي تجمع بين كيريباتي ولاوس.

## مقارنة بين البلدين
هذه مقارنة عامة ومرجعية للدولتين:
| وجه المقارنة                                              | كيريباتي                        | لاوس        |
| --------------------------------------------------------- | ------------------------------- | ----------- |
| المساحة (كم2)                                             | 811                             | 236.80 ألف  |
| عدد السكان (نسمة)                                         | 116.40 ألف                      | 6.86 مليون  |
| الكثافة السكانية (ن./كم²)                                 | 14.35 ألف                       | 28.97       |
| العاصمة                                                   | جنوب تاراوا                     | فيينتيان    |
| اللغة الرسمية                                             | لغة إنجليزية، اللغة الكيريباتية | اللغة اللاو |
| العملة                                                    | دولار كريباتي، دولار أسترالي    | كيب لاوي    |
| الناتج المحلي الإجمالي (بليون دولار)                      | 196.15 مليون                    | 16.85 مليار |
| الناتج المحلي الإجمالي (تعادل القوة الشرائية) بليون دولار | 224.26 مليون                    | 38.71 مليار |
| الناتج المحلي الإجمالي الاسمي للفرد دولار أمريكي          | 1.42 ألف                        | 1.82 ألف    |
| الناتج المحلي الإجمالي للفرد دولار أمريكي                 | 1.81 ألف                        |             |
| مؤشر التنمية البشرية                                      | 0.590                           | 0.575       |
| رمز المكالمات الدولي                                      | +686                            | +856        |
| رمز الإنترنت                                              | .ki                             | .la         |
| المنطقة الزمنية                                           |                                 | ت ع م+07:00 |

## منظمات دولية مشتركة
يشترك البلدان في عضوية مجموعة من المنظمات الدولية، منها:
| علم المنظمة | اسم المنظمة                   | تاريخ انضمام كيريباتي | تاريخ انضمام لاوس |
| ----------- | ----------------------------- | --------------------- | ----------------- |
|             | بنك التنمية الآسيوي           | 1974                  | 1966              |
|             | يونسكو                        | 24 أكتوبر 1989        | 9 يوليو 1951      |
|             | منظمة حظر الأسلحة الكيميائية  | ?                     | ?                 |
|             | البنك الدولي للإنشاء والتعمير | 29 سبتمبر 1986        | 5 يوليو 1961      |
|             | مؤسسة التنمية الدولية         | 2 أكتوبر 1986         | 28 أكتوبر 1963    |
|             | مؤسسة التمويل الدولية         | 2 أكتوبر 1986         | 29 يناير 1992     |
|             | الأمم المتحدة                 | 14 سبتمبر 1999        | 14 ديسمبر 1955    |